# Dreieck Breitscheid
De Dreieck Breitscheid is een knooppunt in de Duitse deelstaat Noordrijn-Westfalen nabij Duisburg. Dit trompetknooppunt is het kruispunt van de A52 en de A524. Het Kreuz Breitscheid ligt zeer nabij: 500 meter in noordoostelijke richting.

## Richtingen knooppunt
| Aansluitende wegen  | Aansluitende wegen | Aansluitende wegen | Aansluitende wegen | Aansluitende wegen                 |
| ------------------- | ------------------ | ------------------ | ------------------ | ---------------------------------- |
|                     |                    |                    |                    | richting Essen Oberhausen / Keulen |
|                     |                    |                    |                    |                                    |
| richting Krefeld    |                    |                    |                    |                                    |
|                     |                    |                    |                    |                                    |
| richting Düsseldorf |                    |                    |                    |                                    |